# Houston Hurricane
Houston Hurricane – amerykański klub piłkarski z Houston, w stanie Teksas. Drużyna występowała w lidze NASL, a jego domowym obiektem był Astrodome. Zespół istniał w latach 1978-1980.

## Historia
Klub został założony w 1978 roku w Houston i był drugim po Houston Stars klubem piłkarskim w tym mieście. Houston Hurricane był jednym z sześciu nowych klubów, które przystępowało do sezonu 1978 i miał około trzy miesiące na zakontraktowanie zawodników i sprzedaż biletów. Jednak trenerowi Timo Liekoskiemu udało się skompletować drużynę gotową do gry w sezonu 1978, która zakończyła rozgrywki na ostatnim miejscu w Dywizji Centralnej, a średnia frekwencja na stadionie - 5,806 była jedną z najniższych frekwencji wśród 30 zespołów ligi. Niższą frekwencję miały tylko: Chicago Sting i San Diego Sockers. 
Jednak sezonu 1979 był o wiele lepszy i zarazem najlepszy w historii klubu. Zespół z 22 wygranymi oraz 8 porażkami wygrał Dywizję Centralną i awansował do fazy play-off, gdzie przegrał rywalizację 2:0 z Philadelphia Fury (po 2:1) i odpadł z dalszej rywalizacji, a trener Timo Liekoski otrzymał nagrodę Trenera Roku NASL. Jednakże frekwencja na meczach drużyny - 6,212 była jedną z najniższych w lidze - najniższe było na meczach Philadelphii Fury.
W sezonu 1980 zespół z 14 wygranymi oraz 18 porażkami zajął 2. miejsce w Dywizji Centralnej i awansował do fazy play-off, gdzie przegrał rywalizację 2:1 z Edmonton Drillers (1:2, 1:0, 0:1) i odpadła z dalszej rywalizacji oraz ponownie zanotował jedną z najniższych frekwencji (5,818) i tylko Atlanta Chiefs i Philadelphia Fury miało niższą frekwencję, jednak dla właścicieli drużyny był to wystarczający powód do rozwiązania sezonu pod koniec 1980 roku.

## Osiągnięcia

### Nagrody indywidualne
Trener Roku NASL
- Timo Liekoski - 1979

## Sezon po sezonie
| Sezon | Liga | Z  | P  | Pkt | Sezon                                                 | Playoff                 | Śr. frekwencja |
| ----- | ---- | -- | -- | --- | ----------------------------------------------------- | ----------------------- | -------------- |
| 1978  | NASL | 10 | 20 | 96  | 4.miejsce, Dywizja Centralna, Konferencja Amerykańska | Nie zakwalifikował się  | 7,750          |
| 1979  | NASL | 22 | 8  | 187 | 1.miejsce, Dywizja Centralna, Konferencja Amerykańska | Ćwierćfinał Konferencji | 6,212          |
| 1980  | NASL | 14 | 18 | 130 | 2.miejsce, Dywizja Centralna, Konferencja Amerykańska | Pierwsza runda          | 5,818          |

## Trenerzy
- 1978–1980:  Timo Liekoski
- 1980:  Eckhard Krautzun